# Ellsworth Duquette
Ellsworth Duquette (* 25. Juni 1862 in Phoenix/New York; † 18. Oktober 1922 in Montreal) war ein kanadischer Sänger (Bass).

## Leben
Duquette hatte Musikunterricht bei seinem Vater und bei Georges W. Cornish, dem Organisten und Chorleiter der Erskine Church in Montreal. Neben seiner beruflichen Tätigkeit als Buchhalter verfolgte er eine aktive Laufbahn als Sänger in Montreal und den USA. Unter anderem war er einer der Solisten bei der Uraufführung von Henri Miros Messe solennelle und sang bei der Uraufführung von Alexis Contants Oratorium Cain die Titelrolle. Mit dem Montreal Symphony Orchestra hatte er zahlreiche Gastauftritte unter Leitung der Dirigenten Guillaume Couture (1895–1896) und Joseph-Jean Goulet (1904–1905). 1918 war er Präsident der Association des Chanteurs de Montréal.
Duquettes Bruder Jean A. Duquette war Geiger, sein Neffe Raoul Duquette Cellist. Seine Enkelin Marcelle Gagné war Sängerin, deren Tochter Hélène Gagnier ist Cellistin.